# Форнелети (Верона)
Форнелети је насеље у Италији у округу Верона, региону Венето.
Према процени из 2011. у насељу је живело 9 становника. Насеље се налази на надморској висини од 68 м.